# Koumassi
Koumassi är en stadsdel och kommun i Elfenbenskustens största stad Abidjan. Antalet invånare var 412 282 vid folkräkningen 2021.